# Hondartzape
La playa Hondartzape situada en el municipio vizcaíno de Mundaca, País Vasco (España), es una playa con arena negra y rocas.

## Área
- Bajamar: 155 m²
- Pleamar:

- Datos: Q9004637